# Deltatheroida
De Deltatheroida zijn een orde van uitgestorven zoogdieren die tot de Metatheria behoren. De soorten uit deze orde kwamen van het Vroeg-Krijt tot Laat-Paleoceen voor in Azië en Noord-Amerika. De deltatheroiden waren carnivoren die vermoedelijk konden klimmen.

## Classificatie
De positie van de Deltatheroida binnen de Theria was lang onduidelijk. Aanvankelijk werd de groep ingedeeld bij de Insectivora en later als basale groep in de Eutheria of Boreosphenida. Tegenwoordig wordt de Deltatheroida beschouwd als zustergroep van de buideldierachtigen.
De Deltatheroida omvat twee families, de Pappotheriidae en de Deltatheridiidae:
- Familie Pappotheriidae
  - Pappotherium
- Familie Deltatheridiidae
  - Hyotheridium
  - Lotheridium
  - Nanocuris
  - Prodeltitheridium
  - Oklatheridium
  - Atokatheridium
  - Deltatheridium
  - Sulestes karakshi
  - Tsagandelta
  - Deltatheroides
  - Gurbanodelta

## Ontwikkeling
De oudste soorten zijn bekend uit het Vroeg-Krijt van Noord-Amerika met Atokatheridium en Oklatheridium uit de Antlersformatie in Oklahoma uit het Aptien. De Deltatheroida overleefde op dit continent tot in het Maastrichtien, maar had een lage diversiteit met enkel Nanocuris. In Azië waren de deltatheroiden echter de algemeenste metatheriën in het Laat-Krijt met Sulestes uit het Turonien van Oezbekistan en Deltatheridium en Deltatheroides uit het Campanien van Mongolië. Tijdens de massa-extinctie bij de overgang van het Krijt naar het Paleoceen stierven de Deltatheroida vrijwel volledig uit. Gurbanodelta uit Azië is de enige bekende overlever uit het Paleoceen.